# Dingareh
Der Dingareh Football Club war ein Fußballverein aus Banjul, der Hauptstadt im westafrikanischen Staat Gambia. Der Verein spielte in der höchsten Liga im gambischen Fußball. Der größte Erfolg des Vereins war der Gewinn 1979 des Pokalwettbewerbs (GFA-Cup). Zu dem African Cup Winners’ Cup 1980 war der Verein eingeladen, er zog seine Teilnahme aber zurück.
Wann der Fußballverein aufgelöst wurde, ist nicht belegt.

## Erfolge
- 1979: Pokalsieger im GFA-Cup

## Statistik in den CAF-Wettbewerben
| Wettbewerb                    | Runde    | Gegner        | Hinspiel | Rückspiel |  |
| ----------------------------- | -------- | ------------- | -------- | --------- |  |
|                               |          |               |          |           |  |
| African Cup Winners’ Cup 1980 | 1. Runde | Africa Sports | not      | played    |  |

- 1980: Der Verein zog seine Mannschaft nach der Auslosung aus dem Wettbewerb zurück.

## Basketball
Neben der Abteilung für Fußball spielt Heute Dingareh erfolgreich mit einer Basketballmannschaft im gambischen Basketball.